# 마농 칼레

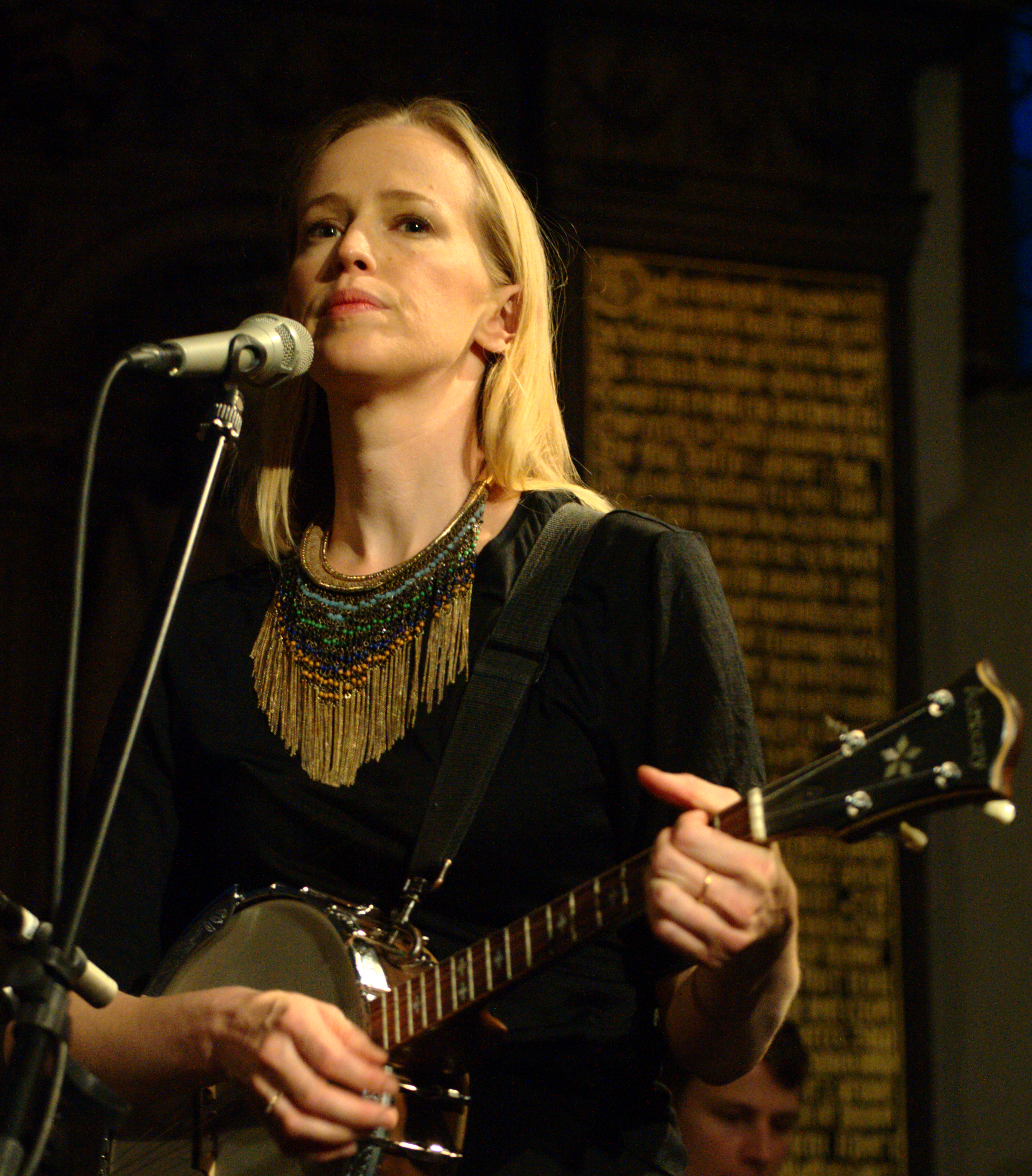

마농 칼레(Manon Kahle, 1980년 8월 10일 ~ )는 미국의 배우, 삽화가, 영화배우이다.

## 영화
- 땡큐 포 바밍 (2015년)
- 랜드 오브 자이언츠 (2013년)
- 자살 기도 클럽 (2009년)